# Alfonso X di Castiglia
Alfonso Fernández, detto il Saggio (el Sabio) (Toledo, 23 novembre 1221 – Siviglia, 4 aprile 1284), noto come il "re saggio", fu re di Castiglia e di León (1252 - 1284) e re dei Romani (1257 - 1273).

## Origine
Alfonso, come riportano i documenti n° XX ed XXVII dei DOCUMENTOS DE LA Iglesia Colegial de Santa María la Mayor (hoy Metropolitana) DE VALLADOLID, Siglo XIII, era il figlio maschio primogenito del re di Castiglia, Ferdinando III e della sua prima moglie Elisabetta Hohenstaufen (detta Beatrice di Svevia alla corte di Castiglia)(Ferrandus Dei gratia Rex Castelle et Toleti una cum uxore mea Regina Beatrice et filiis meis Alfonso, Frederico, Fernando)(Ferrandus Dei gratia Rex Castelle et Toleti una cum uxore mea Regina Beatrice et filiis meis Alfonso, Frederico, Ferrando, Henrico), che, come riportano sia gli Annales Marbacenses era figlia del duca di Svevia e re di Germania, Filippo di Svevia (1179-1208, e di Irene Angelo (1181-1208), che secondo il Nicetae Choniatae Historia era figlia dell'imperatore di Costantinopoli, Isacco II Angelo e della prima moglie, Irene Tornikaina (ex priore coniuge libera susceptis, filiabus duabus et uno filio.... alteram" married "Siciliam regis Tangris filio), forse della famiglia dei Paleologi).

Ferdinando III, secondo la cronaca di Alberico delle Tre Fontane, era figlio del re di León Alfonso IX, e della seconda moglie, Berenguela I o Berengaria I, che fu Regina di Castiglia (Berengaria qui regi Legionensi id est regi Galicie peperita Fernandum successorem regis parvi in Castella et Toledo), che, ancora secondo la cronaca di Alberico delle Tre Fontane, era la figlia primogenita del re di Castiglia, Alfonso VIII e di Eleonora Plantageneta.

Armi unite della Castiglia e del León, usata per la prima volta da Ferdinando III di Castiglia

## Biografia

### Infanzia
Secondo gli Annali toledani, Alfonso nacque il 23 novembre 1221 (el Infant D. Alfonso, fillo del Rey D. Fernando de Castiella… e… de la Reyna doña Beatriz, filla del Emperador de Alemaña).
Nel 1226, Ferdinando, di circa cinque anni viene citato assieme ai genitori e a due fratelli (Ferdinando e Federico) nel documento n° XX dei DOCUMENTOS DE LA Iglesia Colegial de Santa María la Mayor (hoy Metropolitana) DE VALLADOLID, Siglo XIII, inerente una donazione alla chiesa Santa María la Mayor di Valladolid (Ferrandus Dei gratia Rex Castelle et Toleti una cum uxore mea Regina Beatrice et filiis meis Alfonso, Frederico, Fernando).

Nel 1230, Ferdinando, di circa nove anni viene citato assieme ai genitori e a tre fratelli (Ferdinando, Federico ed Enrico) nel documento n° XXVII dei DOCUMENTOS DE LA Iglesia Colegial de Santa María la Mayor (hoy Metropolitana) DE VALLADOLID, Siglo XIII, inerente una donazione alla chiesa Santa María la Mayor di Valladolid (Ferrandus Dei gratia Rex Castelle et Toleti una cum uxore mea Regina Beatrice et filiis meis Alfonso, Frederico, Ferrando, Henrico).
Dopo che Tebaldo I di Navarra, nel 1234, era divenuto re di Navarra, suo padre cercò di combinare il matrimonio di Alfonso con la figlia di Tebaldo, Bianca di Navarra, ma il progetto non andò a buon fine, così come le mire della Castiglia sulla Navarra.
Nel 1235, suo padre, Ferdinando III rimase vedovo e il 20 novembre 1237 sposò, a Burgos, come riporta la cronaca di Alberico delle Tre Fontane, l'erede delle contee di Aumale e di Ponthieu Giovanna di Dammartin (comes de Pontivo Symon...unam duxit rex Castelle de Hispanie Fernandus)(1220-16 marzo 1279), figlia di Simone de Dammartin, conte d'Aumâle e di Maria, contessa di Ponthieu, come riporta il Roderici Toletani Archiepiscopi De Rebus Hispaniæ (Mariam…mater Joannæ Reginæ Castellæ et Legionis).
Come i fratelli, fin da fanciullo venne chiamato dal padre a partecipare alla Reconquista. Il progetto che impegnava Ferdinando III già prima della sua nascita e consisteva, oltre che in interventi armati, anche nello sfruttare i dissidi tra i vari sovrani musulmani. 

Nel 1236, come riporta lo storico Rafael Altamira avvenne la conquista di Cordova mentre nel 1241, assieme a suo padre, Ferdinando, secondo il Chronicon de Cardeña ottennero il vassallaggio del regno di Murcia. 

Nel corso del 1242 fu alfiere reale di suo padre, come riporta La web de las biografias.

Negli anni successivi prese parte alla conquista dell'Andalusia prima conl'assedio di Jaén, che capitolò nel 1246e poi con l'assedio e la conquista di Siviglia, nel 1248.
In quello stesso periodo Alfonso ebbe diverse amanti: la prima, tra il 1240 ed il 1241, fu la figlia illegittima di suo nonno, Alfonso IX di León, Maria Alfonso di León (1222 - dopo il 1252), che era la vedova di Alvaro Fernandez di Lara e che dopo la relazione con Alfonso sposò Suero Arias de Valladares, come riporta Os Livro de Linhagens, I, Livro Velho, Portugaliæ Monumenta Historica, Scriptores, Vol. I, Fasc. II.

Poi, tra il 1242 ed il 1243, lo fu la figlia del signore di Villada, Elvira Rodriguez di Villada (?- dopo il 1283), che il Nobiliario del Conde de Barcelos Don Pedro la cita come D. Maria Daulada, che dopo la relazione con Alfonso sposò Gonzalo Moran il vecchio. 

E ancora, tra il 1243 ed il 1248, come riporta la Crónicas de los reyes de Castilla: Crónica del rey don Alfonso Décimo, la figlia del signore di Vecilla, Guglielmo Perez de Guzman e di María González Girón, Maior Guillen de Guzman (1225-1267), signora di Alcocer, Salmerón, Viana e Azañón.  

Alfonso inoltre ebbe altre due amanti, delle quali non si conoscono né il nome, né gli ascendenti.
Il 29 gennaio 1249, Alfonso si sposò con Violante d'Aragona (1236-1301), figlia del Re di Aragona, Conte di Barcellona e delle altre contee catalane, re di Valencia e di Maiorca, signore di Montpellier e Carladès Giacomo I il Conquistatore e della principessa ungherese Violante, figlia del re di Ungheria Andrea II e della principessa di Costantinopoli Iolanda di Courtenay, come riporta la Crónica de San Juan de la Peña.

Il contratto di matrimonio, secondo il documento n° 1 del Memorial Histórico Español, Tomo I era stato concordato il 26 novembre 1246, mentre la dispensa papale di Innocenzo IV è del 23 gennaio 1249.

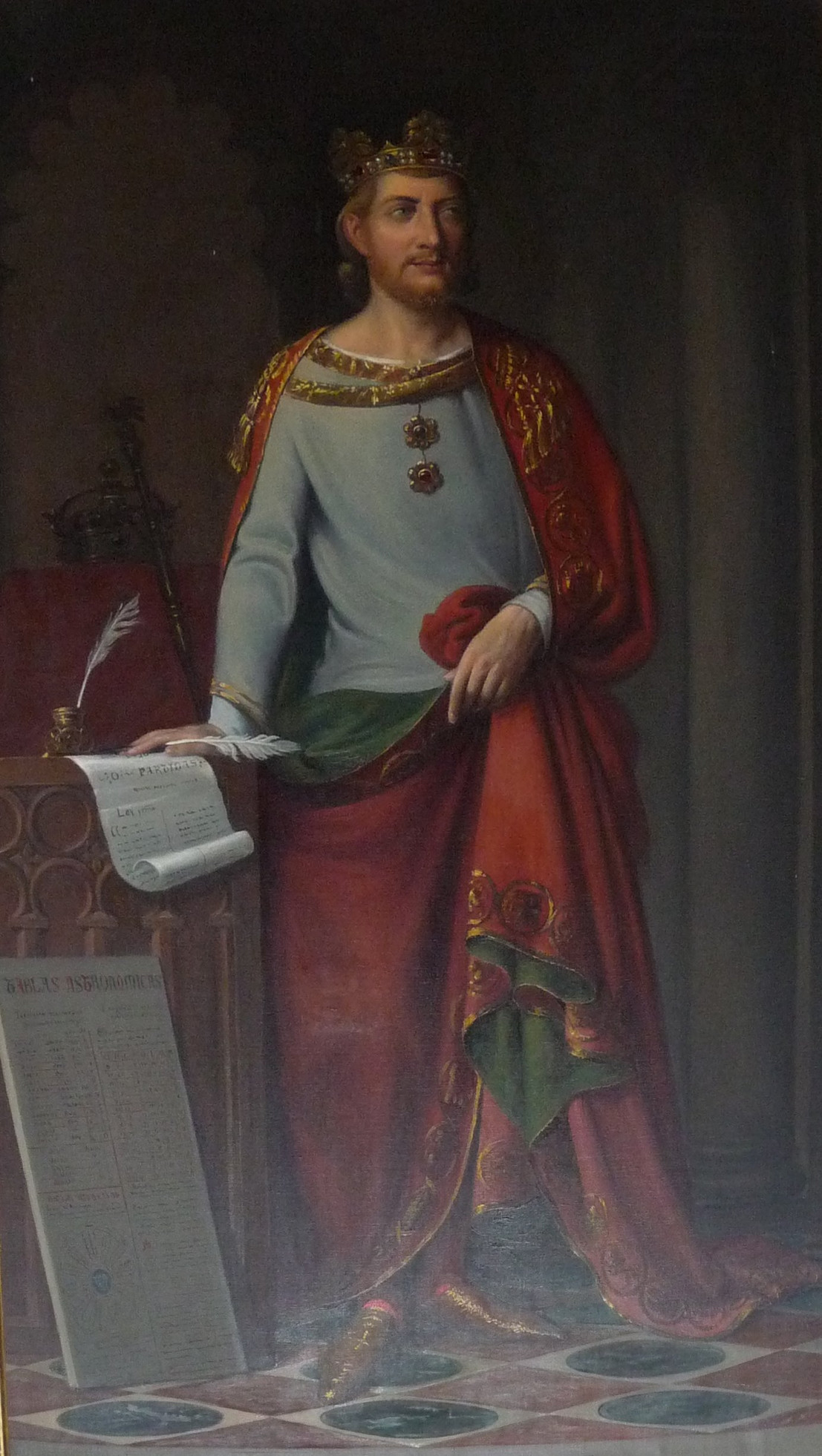
Ritratto moderno di Alfonso X il Saggio

### Regno
Suo padre, Ferdinando III, morì a Siviglia dove fu sepolto nella Cattedrale, come riporta il Nobiliario del Conde de Barcelos Don Pedro il 30 maggio del 1252.

Alfonso, alla morte del padre, gli subentrò sul trono con il nome di Alfonso X, re di Castiglia, León, Galizia, Toledo, Badajoz, Cordoba, Murcia, Jaén e Siviglia.
Dopo essere salito sul trono del regno di Castiglia Alfonso X, come riporta lo storico britannico Edgar Prestage, invase il Portogallo nel 1253 e si appropriò della regione dell'Algarve.

Il re del Portogallo, Alfonso III, cedette ma, pur essendo ancora sposato con Matilde II di Boulogne, riuscì ad ottenere la mano della figlia illegittima di Alfonso X, Beatrice, con la clausola che quando il primo figlio della coppia avesse compiuto sette anni, l'Algarve sarebbe tornato al Portogallo.

Nel 1263, non senza alcune resistenze (forse perché l'erede era il terzogenito e aveva solo due anni), Alfonso X di Castiglia consegnò l'Algarve all'erede, il principe Dionigi, a condizione che Alfonso III del Portogallo lo avesse seguito in battaglia con cinquanta lancieri.

Nello stesso anno 1263, dopo che la contessa di Boulogne, Matilde era morta nel 1262, il papa Urbano IV convalidò il matrimonio tra Alfonso e Beatrice.
Alfonso X, secondo il monaco benedettino inglese, Matteo di Parigi, tra il 1252 ed il 1253 reclamò il ducato di Guascogna(su cui il regno di Castiglia avanzava pretese dal tempo del matrimonio di Alfonso VIII di Castiglia con la figlia del re d'Inghilterra, Enrico II e della duchessa d'Aquitania, Eleonora d'Aquitania, Eleonora Plantageneta, che aveva portato in dote il ducato di Guascogna, come riporta la Crónica latina de los reyes de Castilla) e, dopo aver stretto un'alleanza, in chiave anti-inglese, con il visconte di Béarn, Gastone VII, il 22 aprile del 1254, Alfonso stipulò un trattato di alleanza con il re d'Inghilterra e duca di Aquitania, Enrico III, appoggiandolo nella guerra contro il re di Francia, Luigi il Santo, come riporta lo storico medievalista francese Charles Petit-Dutaillis.

Il 18 ottobre dello stesso anno, nel Monastero di Santa María la Real de Las Huelgas Burgos, furono celebrate le nozze della sorellastra di Alfonso, Eleonora di Castiglia, con il figlio di Enrico III, il conte di Chester, Edoardo, il futuro re d'Inghilterra, Edoardo I, come riportato dagli Annales Londonienses; con queste nozze Alfonso X rinunciava definitivamente al ducato di Guascogna.
Nel 1254, dopo la morte dell'imperatore, Corrado IV, reclamò, senza successo, il Ducato di Svevia per diritto materno, pur avendo avuto l'appoggio di papa Alessandro IV, che il 3 febbraio 1255, aveva scritto una lettera alla nobiltà sveva, come riporta lo storico medievalista britannico, Austin Lane Poole.
Nel 1254 Alfonso dotò la scuola di Salamanca, Estudio General del Reino de León, fondata tra il 1218 ed il 1220 da suo nonno, Alfonso IX, a cui suo padre, Ferdinando III di Castiglia, aveva dato impulso, di un documento regolare che attribuiva allo scholasticus della cattedrale il diritto di promuovere gli studenti e di esercitare su di essi un'ampia giurisdizione, come riporta il prete anglicano e storico, britannico, Hastings Rashdall.

Il papa Alessandro IV, nel 1255, concesse all'università di Salamanca vari privilegi, tra cui quello che i suoi laureati potevano insegnare dovunque, tranne che a Parigi e a Bologna; con questo documento papale, Salamanca era riconosciuta Università internazionale.

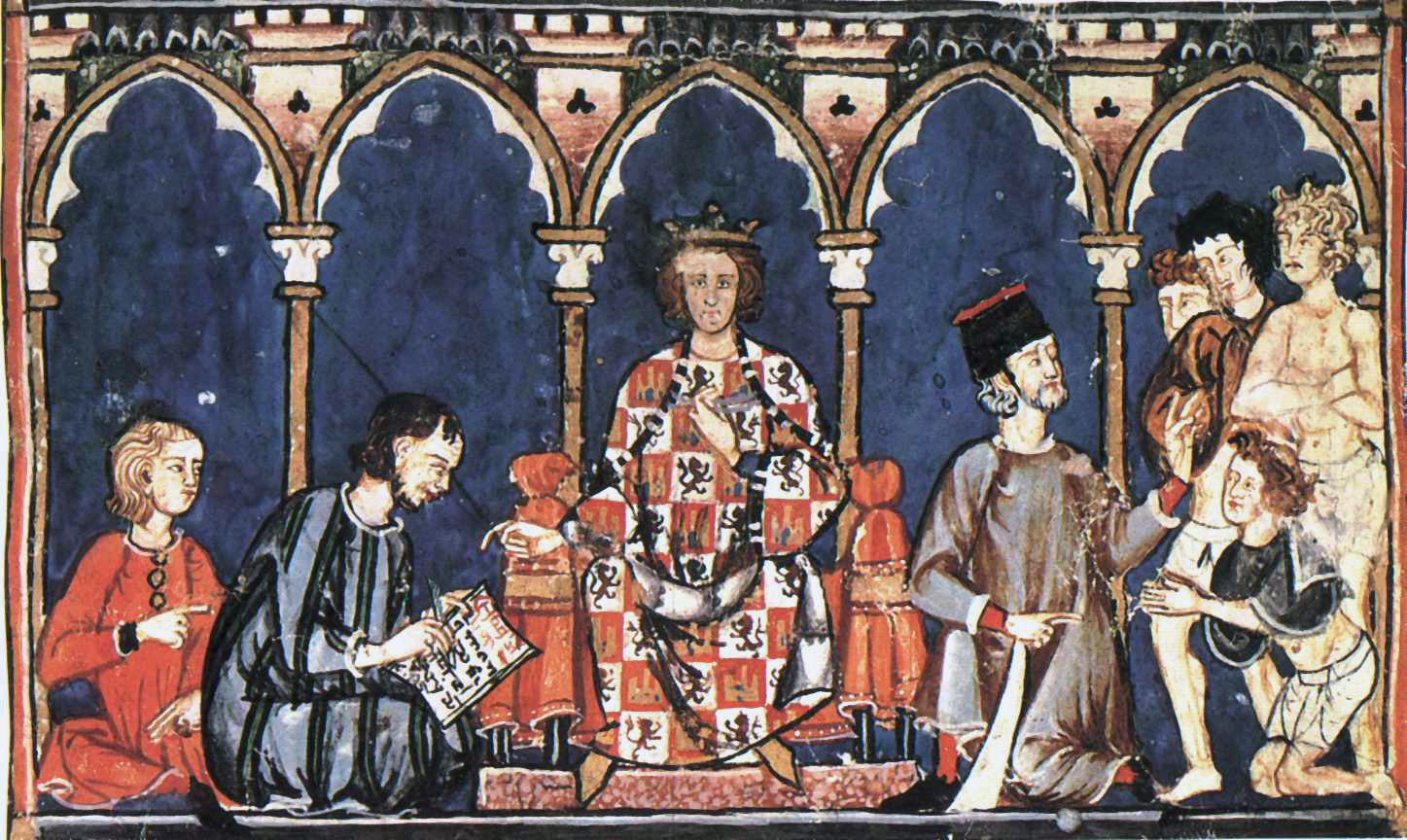
Alfonso X e la sua corte

Nel 1256, essendo rimasta vacante la corona imperiale alla morte di Guglielmo II d'Olanda, Alfonso X — in quanto discendente, da parte di madre, della famiglia Hohenstaufen — fu uno dei pretendenti, cercando appoggio presso il re di Francia e nel regno di Arles, come riporta il giurista e storico medievalista francese, Paul Fournier.

Il 1º aprile 1257, con il sostegno dell'arcivescovo di Treviri, del duca di Sassonia e del margravio di Brandeburgo (quest'ultimo diede il proprio appoggio anche a causa del fidanzamento di Beatrice, figlia di Alfonso, con Giovanni di Brandeburgo, il più vecchio dei figli del margravio), fu eletto a Francoforte re dei Romani in contrapposizione a Riccardo di Cornovaglia, che era stato sostenuto dal conte palatino del Reno e dagli arcivescovi di Colonia e di Magonza. Invece, mantenne una posizione ambigua il re di Boemia Ottocaro II, che diede appoggio, in tempi diversi, ad ambedue i pretendenti.
Entrambi avevano pagato l'elezione, ma mentre Riccardo si recò più volte in Germania a far valere il suo titolo e, il 17 maggio 1257 fu incoronato re dei Romani ad Aquisgrana, dopo una elezione formale fuori dalle mura di Francoforte.

Alfonso, che ambiva all'Italia, non poté recarsi né in Germania né in Italia, per i problemi che aveva in Castiglia, si alleò con Ezzelino da Romano e i ghibellini, giocandosi le iniziali simpatie che il papa Alessandro IV aveva per lui. 
Anche quando la decisione di scegliere il re dei Romani fu rimessa al papa, questi la rinviò senza decidere, così come i suoi successori, Urbano IV e Clemente IV.

Questa politica ad inseguire il titolo imperiale portò alla rovina le finanze della Castiglia tanto da portare i suoi fratelli, Federico e Filippo a ribellarsi alla sua autorità e fomentare una guerra civile che durò tre anni (1271-1274), per la quale Federico fu condannato a morte: secondo gli Annali toledani accusato di cospirazione ai danni della corona, Alfonso X, malato di malaria e continuamente minacciato dalle ribellioni dei nobili, condannò a morte Federico nel 1277 (Rex Alfonsus mediante justitia occidit Dñm Fredicum).

Non ostante le difficoltà in Castiglia, Alfonso X, dato che, dopo la morte di papa Clemente IV, il 29 novembre 1268, il conclave di Viterbo, dopo due anni, non aveva ancora nominato un nuovo papa, Alfonso X concesse il suo aiuto ai ghibellini lombardi, come riporta lo storico medievalista Britannico, Charles William Previté-Orton.

Il suo rivale morì nel 1272 e l'anno successivo i principi tedeschi, in assenza Ottocaro II, che continuava ad appoggiare Alfonso, si riunirono a Francoforte, dove procedettero all'elezione a re dei Romani di Rodolfo d'Asburgo. Papa Gregorio X, accettando questa nuova elezione, rifiutò di confermare l'elezione di Alfonso, dichiarandolo decaduto e ponendo così termine al periodo noto alla tradizione storiografica tedesca come il "Grande Interregno".

Alfonso però non si arrese, e, dopo aver inviato truppe castigliane, sbarcate a Genova, ora ghibellina, in aiuto del suo vicario in Italia, il marchese del Monferrato, Guglielmo VII (succeduto come vicario ad Ezzelino dopo il 1259), che si opponeva ai guelfi della Lombardia appoggiati dal re di Sicilia, Carlo I d'Angiò. Nel 1275, Alfonso X cercò di raggiungere il suo vicario e genero Guglielmo VII (nel 1271, aveva sposata la figlia legittima di Alfonso, Beatrice), e porsi quindi alla testa dei suoi alleati ghibellini del Piemonte e della Lombardia, per combattere contro Carlo I d'Angiò,  ma fu fermato in Provenza dal papa Gregorio X, che, dopo lunghe trattative, in agosto riuscì a ottenere da Alfonso la rinuncia al titolo di re dei Romani.

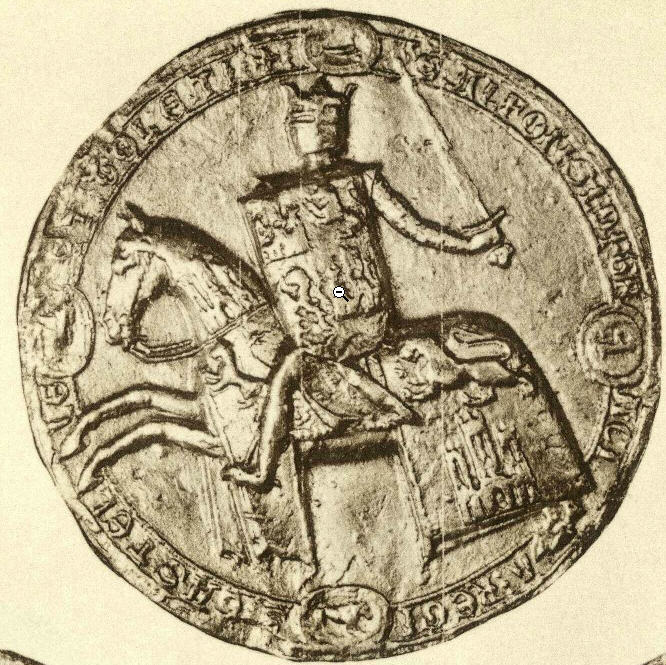
Sigillo di Alfonso X

Nel 1273, Alfonso X il Saggio diede vita alla Mesta castigliana, un'associazione che raggruppava circa tremila grandi e piccoli proprietari di greggi di pecore di tutta la Castiglia, che si riunivano tre volte l'anno, in cui le donne avevano pari diritti degli uomini e dove si stabilivano i doveri ed i diritti dei pastori, che nelle transumanze erano avversati dai contadini sulle cui terre passavano le greggi, come riporta la storica britannica, Eileen Power.

La Mesta divenne con il tempo tanto potente che alla fine del Medioevo dominava l'organizzazione economica della Castiglia, rivelandosi alla fine fatale per l'agricoltura della nazione castigliana.
Nel 1275 l'erede al trono, il primogenito maschio Ferdinando, morì mentre combatteva contro i Mori del sultanato di Granada, nella battaglia di Écija, come riportano gli Anales Toledanos (Anno Domini MCCLXXV obiit D. Fernando filius regis Castrellae). 

Alfonso X, ignorando i diritti dei figlioletti di Ferdinando, nel 1278, nominò nuovo erede al trono il figlio maschio secondogenito, Sancho, come riporta la storica britannica, Hilda Johnstone.

La vedova, Bianca di Francia, figlia del re di Francia, Luigi IX il Santo e i due figli, Alfonso e Ferdinando, furono, come narra Guglielmo di Nangis, «lasciati privi di ogni umano conforto».

Allora, mentre la vedova di Ferdinando, Bianca di Francia, chiedeva aiuto al fratello, il re di Francia, Filippo III l'Ardito, che inviò ambasciatori per protestare e nello stesso tempo, per invadere la Castiglia, mise insieme un esercito (che in Castiglia non arrivò mai, fermandosi a Pau).
La moglie di Alfonso, Violante intervenne, lasciò il marito e la Castiglia per raggiungere l'Aragona con i nipoti, i figli di Ferdinando, Alfonso e Ferdinando e sollecitare suo fratello il re d'Aragona Pietro III, affinché proteggesse e custodisse in Aragona, nella fortezza di Játiva gli infanti de la Cerda, Alfonso e Ferdinando. Questo fatto causò la successiva rottura tra Violante ed il figlio Sancho IV, per cui la regina madre si recò in Aragona e fece ritorno in Castiglia solo dopo la morte di quest'ultimo, come riporta la Gran enciclopedia catalana.
Quando Alfonso X propose a Sancho di creare un piccolo regno nella città di Jaén, per Alfonso de la Cerda, Sancho si ribellò al padre e iniziò una guerra civile, che relegò Alfonso nel sud del regno di Castiglia, in Murcia e parte dell'Andalusia, la zona di Siviglia; nonostante la vittoria (Sancho si autoproclamò re di fronte alle Cortes di Valladolid), Sancho, l'8 novembre 1282, fu sconfessato e diseredato da Alfonso X, che nominò erede al trono di Castiglia, Alfonso de la Cerda, mentre erede del regno di León era il figlio, Giovanni.

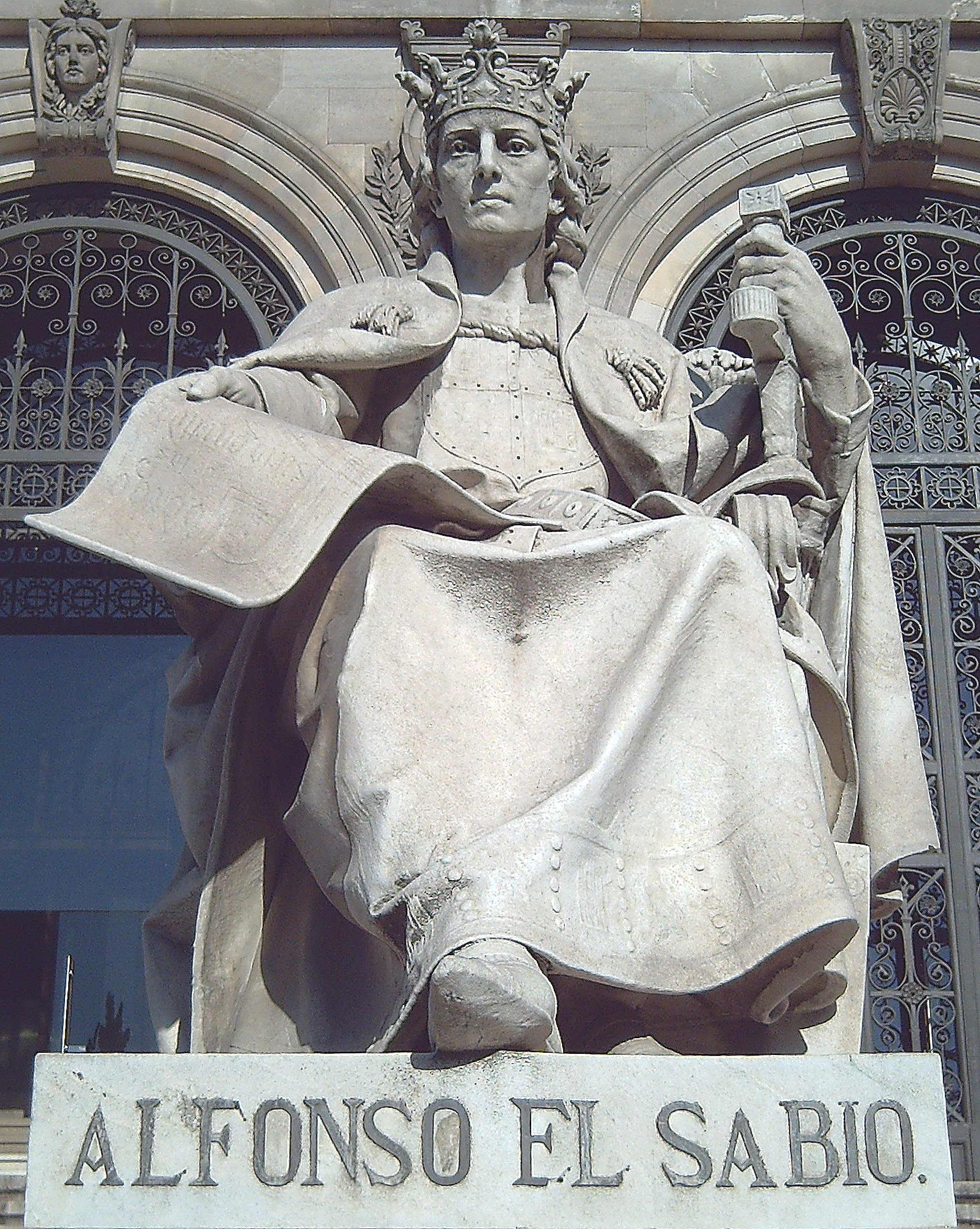
Statua di Alfonso X, il Saggio sulla scalinata della entrata della Biblioteca Nacional de España, di Madrid, scolpita da José Alcoverro y Amorós nel 1892

### Attività culturale
La grandezza di Alfonso X consistette soprattutto nella sua attività culturale. A ragione è considerato il fondatore della prosa letteraria castigliana. Cercò di riunire tutto il sapere della sua epoca nella lingua corrente parlata dai suoi sudditi. Fondò, per suggerimento ecclesiastico, la Scuola di traduttori di Toledo in cui saggi musulmani ed ebrei traducevano in castigliano le opere antiche arabe ed ebraiche; di grande importanza fu la traduzione dall'ebraico di molte versioni ebraiche delle opere arabe.

La sua opera scientifica, storica e letteraria fu fondamentale: ricordiamo in particolare il suo contributo all'astronomia con le Tavole alfonsine. Per di più, promosse la redazione e pubblicazione di una serie di testi autorevoli in vari campi della cultura artistica e scientifica. Fu inoltre un eccellente poeta in lingua galiziana e persino autore di uno dei primi trattati sugli scacchi.

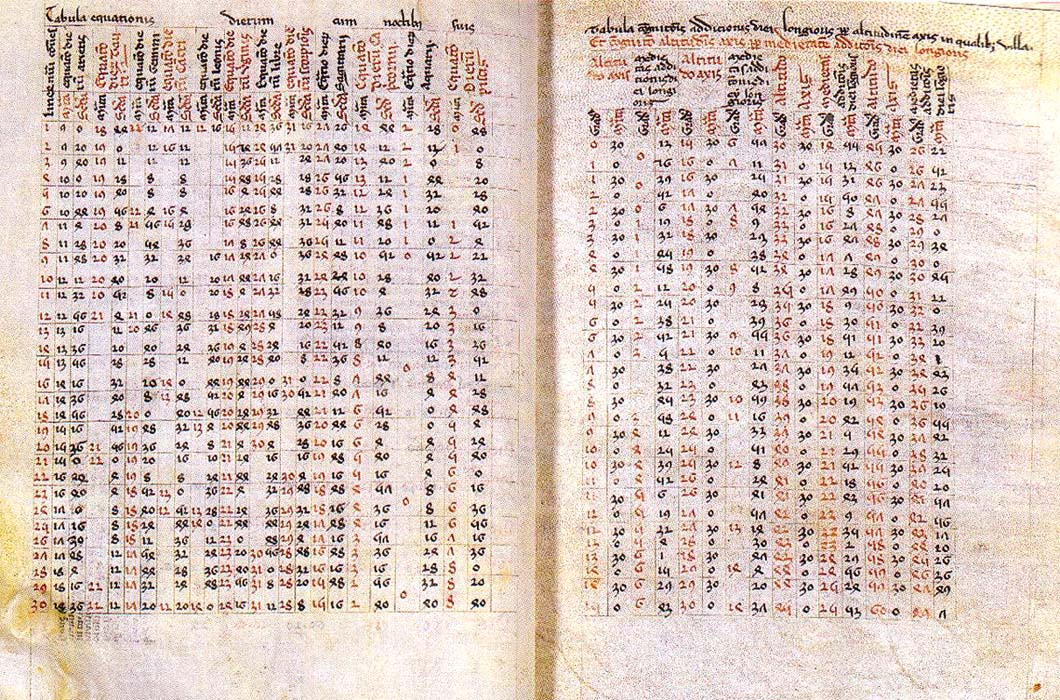
Tabelas alfonsinas (Tavole alfonsine), El Libro del Saber de Astronomia (Il libro della conoscenza astronomica)

La sua attività nel settore giuridico fu fondamentale per quanto riguarda la nazionalizzazione e statalizzazione del diritto vigente: fece tradurre in castigliano il Liber Iudiciorum del re visigoto Reccesvindo, ottenendo così il Fuero Juzgo; promosse poi la redazione di un Fuero Real (raccolta di consuetudini applicate su tutto il regno, a cui vengono apportate modifiche tratte dal diritto romano e da quello canonico), realizzato nel periodo 1252-1255, sfruttando il codice (Sentenario), che non aveva forza di legge, che suo padre, Ferdinando il Santo aveva fatto pubblicare.
Infine ad Alfonso fu dovuta la compilazione del Libro de las leges, noto nel XIV secolo come Siete Partidas (o Leges de Partidas o Partidas). I giuristi che compilarono tra il 1256 ed il 1265 — sotto la supervisione del re — le Partidas, attinsero a tre categorie di fonti, come riporta l'esperto americano in diritto civile e in diritto canonico (Utroque Jure Doctor), Harold Dexter Hazeltine:
- le consuetudini e i fueros di Castiglia e León, compresi i Fuero Juzgo, i Fuero Real ed i fueros di Cuenca e Cordova;
- il diritto canonico approvato;
- gli scritti dei giuristi romani inclusi nel Digesto e le opere dei giuristi italiani che trattavano del diritto giustinianeo.

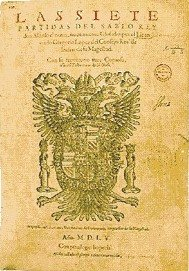
Copertina della Siete Partidas

La Siete Partidas, secondo lo storico americano, esperto in scienza e alchimia medioevale, Lynn Thorndike, possono essere considerate un compendio dei diritti romano e canonico (modificato in alcuni particolari dai giuristi di Alfonso per adattarlo alla situazione del regno di Castiglia e León) che, anche se non soppiantò del tutto i fueros municipali, il Fuero Juzgo, e il Fuero Real, fu sempre più utilizzato da avvocati e studenti e alla fine fu adottato come pratica giudiziaria dalle cortes.
Da notare che nel codice Siete Partidas era prevista anche la punizione della stregoneria (quindi vi era da parte dei giuristi una credulità nel potere delle arti magiche); infatti coloro che invocavano gli spiriti maligni o facevano immagini di cera di altre persone, allo scopo di far loro del male, venivano puniti con la morte, mentre coloro che ricorrevano ad incantesimi per fini buoni, ottenendo buoni risultati, erano considerati meritevoli di una ricompensa.
Ad Alfonso sono anche attribuite le Cantigas de Santa Maria, la più importante raccolta di canzoni monodiche del secolo XIII, dedicate alla Vergine e ai suoi miracoli, scritte in galiziano. Le 427 composizioni ci sono pervenute in 4 codici diversi (di cui uno è conservato a Firenze). Non è sicuro che Alfonso ne fosse l'autore, eppure ciò è testimoniato proprio da quanto è detto nel prologo delle Cantigas. Gli studiosi sostengono che di esse almeno un centinaio furono espressamente scritte dal re.
Alfonso realizzò anche la prima riforma ortografica del castigliano, lingua che rese ufficiale nel suo regno a scapito del latino; infatti fece tradurre in castigliano il codice reale Siete Partidas e nelle procedure giudiziarie sostituì il latino con il castigliano.

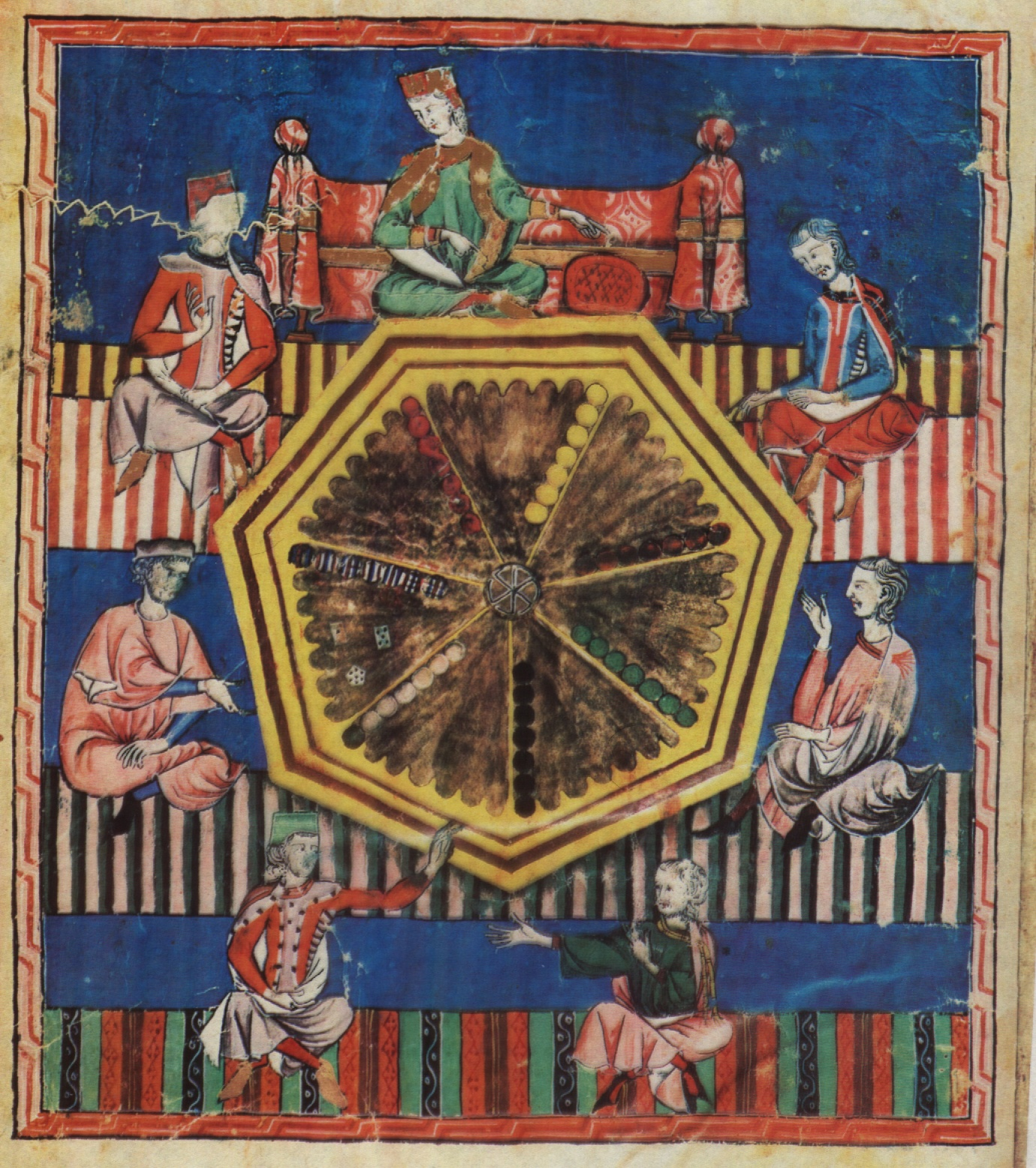
Tavole astronomiche dal Libro de los juegos

Nonostante la corte di Alfonso fosse un centro di cultura ebraica, sia scientifica, sia letteraria, su pressione della Chiesa e del Papa la politica di restrizioni verso gli ebrei fu intensificata e, anche se non si raggiunsero gli eccessi di altri Stati europei, i decreti restrittivi della Chiesa ebbero un riflesso anche sul diritto civile. Infatti, anche nelle sue Siete Partidas, Alfonso sottopose gli ebrei alle più minute e mortificanti restrizioni, come riporta lo storico britannico, insegnante di religione ebraica, Cecil Roth.

Gli ebrei, che furono costretti a vivere in quartieri speciali, aljama, in cui godevano di notevole autonomia, dedicandosi soprattutto al commercio e all'artigianato, si distinsero nelle professioni mediche e finanziarie ed avevano in mano l'appalto delle imposte. 
 Durante il regno di Alfonso, nonostante le restrizioni, la Castiglia fu per gli ebrei un'isola di tranquillità, nella quale, pur con qualche occasionale violenza, i massacri non furono mai una regola.
Ad Alfonso X è stato dedicato il cratere lunare Alphonsus.

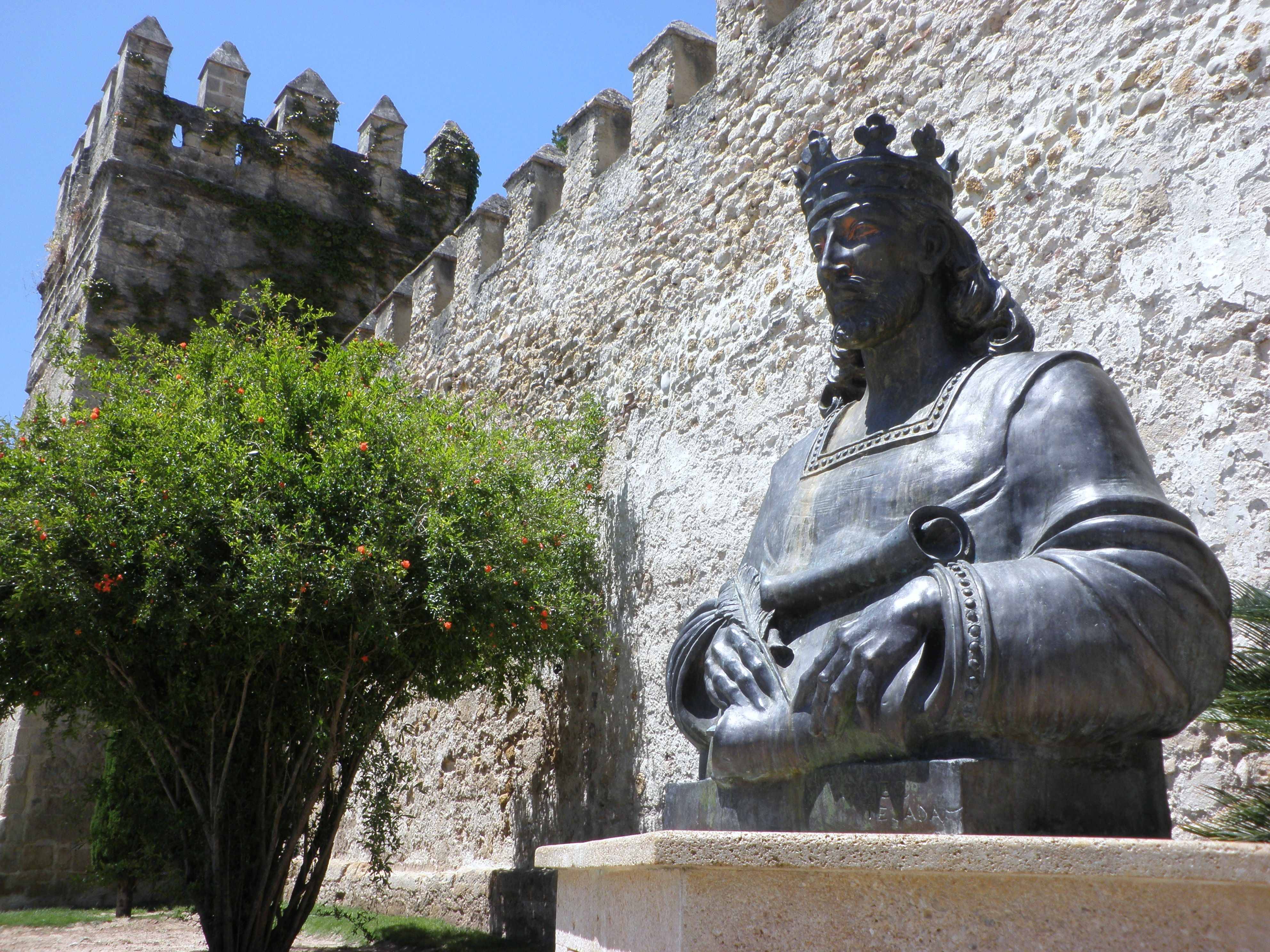
Statua di Alfonso X vicino al Castello di San Marco a El Puerto de Santa María

### Morte
Alfonso X morì il 4 aprile 1284, a Siviglia, dove fu inumato nella cattedrale di Santa Maria, accanto ai genitori, come riporta il Diccionario biográfico español, Real Academia de la Historia. Secondo lo storico Szabolcs de Vajay, le viscere di Alfonso furono inumate nella cattedrale (la moschea fu trasformata in cattedrale nel 1291) di Murcia.

Nonostante fosse stato diseredato, il figlio Sancho gli succedette come Sancho IV, detronizzando i legittimi eredi, cioè il nipote Alfonso de la Cerda per il regno di Castiglia ed il fratello Giovanni per il regno di León.

## Discendenza
Alfonso ebbe undici figli dalla moglie Violante e 5 figli illegittimi da tre amanti.
Da Violante ebbe:
- Berengaria (Siviglia, ottobre/novembre 1253 - Guadalajara, 1300), erede al trono dal maggio all'ottobre 1255. Fidanzata nello stesso anno al figlio ed erede di Luigi IX di Francia, Luigi Capeto (che morì, nel 1260), come riporta, Matteo di Parigi[56]. Dopo la morte del fidanzato entrò nel convento di Las Huelgas, dove risulta che vivesse ancora nel 1284
- Beatrice (novembre/dicembre 1254 - dopo il 1280), fu prima fidanzata con Giovanni di Brandeburgo, nel 1271, sposò il marchese del Monferrato, Guglielmo VII, come riporta, il Monumenta Aquensia (Guliermus praedictus duas uxores accepit, sciliter Beatricem filiam regis Anfoxi de Hispania) [57]
- Ferdinando (Valladolid, 23 ottobre 1255 - Ciudad Real, 25 luglio 1275), sposò Bianca di Francia, figlia de Luigi IX di Francia, che gli diede due figli, gli infanti de La Cerda, Fernando e Alfonso. Morì combattendo i musulmani, nel mese di Luglio, come riportano gli Anales Toledanos[58]
- Sancho (Valladolid, 12 maggio 1258 - Toledo, 25 aprile 1295), re di Castiglia e León, come riporta il Chronicon Conimbricensi[59]
- Costanza (1259 - 23 luglio 1280), suora a Las Huelgas
- Pietro (Siviglia 1260 - Ledesma, 20 ottobre 1283), signore di Ledesma, che sposò Margherita di Narbona da cui ebbe un figlio, come riporta la Historia de las antiguedades de la Ciudad de Salamanca[60]
- Giovanni (1260 - Provincia di Granada, 25 giugno 1319), gemello di Pietro, signore di Valencia de Campos, capostipite dei Valencia, come riportato nel Chronicon Domini Joannis Emmanuelis[61]
- Isabella (1263-1264), morta giovane, citata nella Crónicas de los reyes de Castilla: Crónica del rey don Alfonso Décimo[25]
- Violante (1265 - 1308), sposò Diego Lopéz V de Haro, signore di Biscaglia, come riporta il Nobiliario de D. Pedro Conde de Bracelos[62]
- Giacomo (1266 - 9 agosto 1284), signore di Los Cameros, che morì nello stesso anno del padre, come riportano gli Anales Toledanos[63]
- Eleonora (circa 1256-1275), citata nella Crónicas de los reyes de Castilla: Crónica del rey don Alfonso Décimo[25].

Dall'amante Maria ebbe una figlia:
- Berenguela (ca.1241-?), che sposò Pedro Nunez de Guzman (? - dopo il 1264), figlio di Guglielmo Perez de Guzman e di Elvira Rodríguez[24].

Dall'amante Elvira Rodriguez di Villada ebbe un figlio:
- Alfonso Fernández di Castiglia, detto el Niño (1243 - 1281)[24], che sposò Bianca Alfonso de Molina (1243-Molina 1292) Signora di Molina e Mesa, figlia del principe del León Alfonso Signore di Molina e di Mafalda González[64], da cui ebbe due figli:
  - Isabella Alfonso di Molina (? - 5 dicembre 1292), che, nel 1290 sposò Giovanni Núñez di Lara (1282-Burgos dopo il 16 settembre 1315), Signore di Lara e Albarracín, figlio di Giovanni Núñez di Lara e Teresa Álvarez de Azagra Signora di Albarracín[65]
  - Mafalda Alfonso di Molina (- morta giovane).

Dall'amante María Guillén de Guzmán ebbe tre figli:
- Beatrice Alfonso (1242 - 27 ottobre 1303)[25], sposata con il re del Portogallo Alfonso III nel 1253, e madre del re del Portogallo, Dionigi I il Giusto[67]
- Urraca Alfonso di Castiglia (?-dopo il 1280), che sposò Álvaro Pérez de Guzmán, figlio di Nuno Guillén de Guzmán e Teresa Álvarez de Manzandeo[67]
- Martino Alfonso, abate a Valladolid[67].

## Ascendenza
|                             |                     |                            | Genitori                 |  |  | Nonni |  |  | Bisnonni              |  |  | Trisnonni                |  |
|                             |                     |                            |                          |  |  |       |  |  | Ferdinando II di León |  |  | Alfonso VII di Castiglia |  |
|                             |                     |                            |                          |  |  |       |  |  | Ferdinando II di León |  |  | Alfonso VII di Castiglia |  |
|                             |                     | Berenguela di Barcellona   |                          |  |  |       |  |  | Ferdinando II di León |  |  |                          |  |
| Alfonso IX di León          |                     |                            |                          |  |  |       |  |  | Ferdinando II di León |  |  |                          |  |
|                             |                     | Urraca del Portogallo      | Alfonso I del Portogallo |  |  |       |  |  |                       |  |  |                          |  |
|                             |                     | Urraca del Portogallo      | Alfonso I del Portogallo |  |  |       |  |  |                       |  |  |                          |  |
|                             |                     | Urraca del Portogallo      | Mafalda di Savoia        |  |  |       |  |  |                       |  |  |                          |  |
| Ferdinando III di Castiglia |                     | Urraca del Portogallo      |                          |  |  |       |  |  |                       |  |  |                          |  |
|                             |                     | Alfonso VIII di Castiglia  | Sancho III di Castiglia  |  |  |       |  |  |                       |  |  |                          |  |
|                             |                     | Alfonso VIII di Castiglia  | Sancho III di Castiglia  |  |  |       |  |  |                       |  |  |                          |  |
|                             |                     | Alfonso VIII di Castiglia  | Bianca Garcés di Navarra |  |  |       |  |  |                       |  |  |                          |  |
| Berenguela di Castiglia     |                     | Alfonso VIII di Castiglia  |                          |  |  |       |  |  |                       |  |  |                          |  |
|                             |                     | Eleonora d'Inghilterra     | Enrico II d'Inghilterra  |  |  |       |  |  |                       |  |  |                          |  |
|                             |                     | Eleonora d'Inghilterra     | Enrico II d'Inghilterra  |  |  |       |  |  |                       |  |  |                          |  |
|                             |                     | Eleonora d'Inghilterra     | Eleonora d'Aquitania     |  |  |       |  |  |                       |  |  |                          |  |
| Alfonso X di Castiglia      |                     | Eleonora d'Inghilterra     |                          |  |  |       |  |  |                       |  |  |                          |  |
|                             | Federico Barbarossa | Federico II duca di Svevia |                          |  |  |       |  |  |                       |  |  |                          |  |
|                             | Federico Barbarossa | Federico II duca di Svevia |                          |  |  |       |  |  |                       |  |  |                          |  |
|                             | Federico Barbarossa | Giuditta di Baviera        |                          |  |  |       |  |  |                       |  |  |                          |  |
| Filippo di Svevia           | Federico Barbarossa |                            |                          |  |  |       |  |  |                       |  |  |                          |  |
|                             |                     | Beatrice di Borgogna       | Rinaldo III di Borgogna  |  |  |       |  |  |                       |  |  |                          |  |
|                             |                     | Beatrice di Borgogna       | Rinaldo III di Borgogna  |  |  |       |  |  |                       |  |  |                          |  |
|                             |                     | Beatrice di Borgogna       | Agata di Lorena          |  |  |       |  |  |                       |  |  |                          |  |
| Beatrice di Svevia          |                     | Beatrice di Borgogna       |                          |  |  |       |  |  |                       |  |  |                          |  |
|                             |                     | Isacco II Angelo           | Andronico Angelo         |  |  |       |  |  |                       |  |  |                          |  |
|                             |                     | Isacco II Angelo           | Andronico Angelo         |  |  |       |  |  |                       |  |  |                          |  |
|                             |                     | Isacco II Angelo           | Eufrosina Castamonitissa |  |  |       |  |  |                       |  |  |                          |  |
| Irene Angelo                |                     | Isacco II Angelo           |                          |  |  |       |  |  |                       |  |  |                          |  |
|                             |                     | Irene Paleologa            | …                        |  |  |       |  |  |                       |  |  |                          |  |
|                             |                     | Irene Paleologa            | …                        |  |  |       |  |  |                       |  |  |                          |  |
|                             |                     | Irene Paleologa            | …                        |  |  |       |  |  |                       |  |  |                          |  |
|                             |                     | Irene Paleologa            |                          |  |  |       |  |  |                       |  |  |                          |  |

## Opere
- (LA) Tabulae astronomicae, Paris, Chrétien Wechel, 1545.
- (ES) Siete partidas, Mainz, Balthasar Lypp, 1611.
  - (ES) Siete partidas, vol. 2, Mainz, Balthasar Lypp, 1610.
  - (ES) Siete partidas, vol. 3, Mainz, Balthasar Lypp, 1611.
  - (ES) Siete partidas, vol. 4, Mainz, Balthasar Lypp, 1610.
  - (ES) Siete partidas, vol. 5, Mainz, Balthasar Lypp, 1610.
  - (ES) Siete partidas, vol. 6, Mainz, Balthasar Lypp, 1610.
  - (ES) Siete partidas, vol. 7, Mainz, Balthasar Lypp, 1610.

## Galleria d'immagini

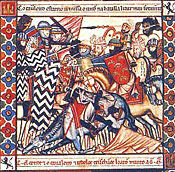
Scena di battaglia tra musulmani e cristiani, miniatura delle Cantigas de Santa Maria
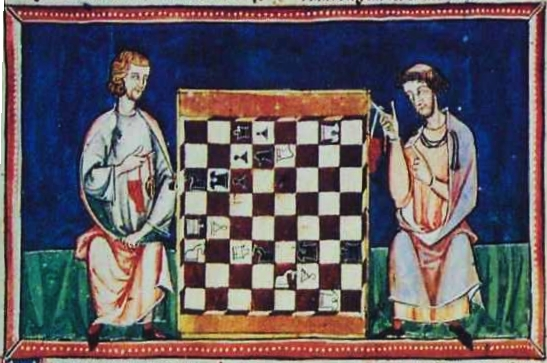
Illustrazione di un problema di scacchi dal Libro di giochi, dadi e tavole, pubblicato a Siviglia nel 1283
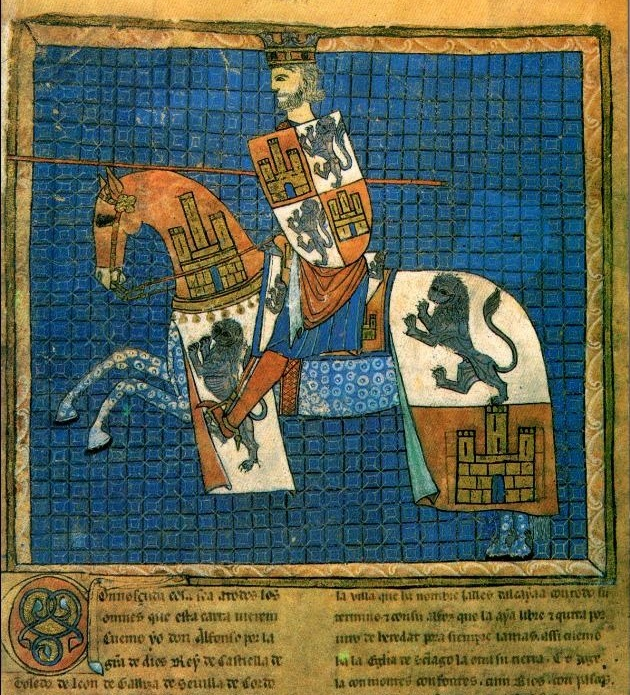
Miniatura di Alfonso X
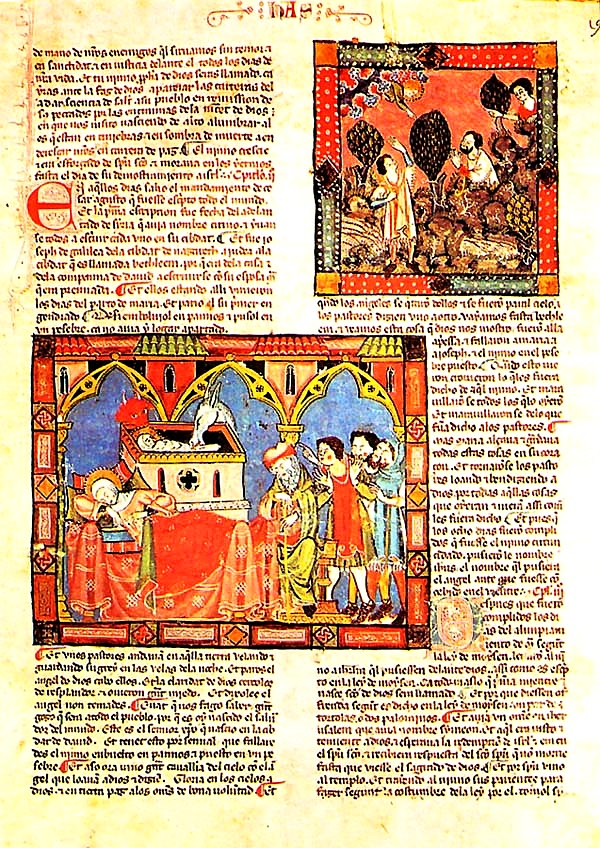
Grande Storia Generale, di Alfonso X il Saggio (Toledo, Spagna). Manoscritto della biblioteca del Monastero dell'Escorial
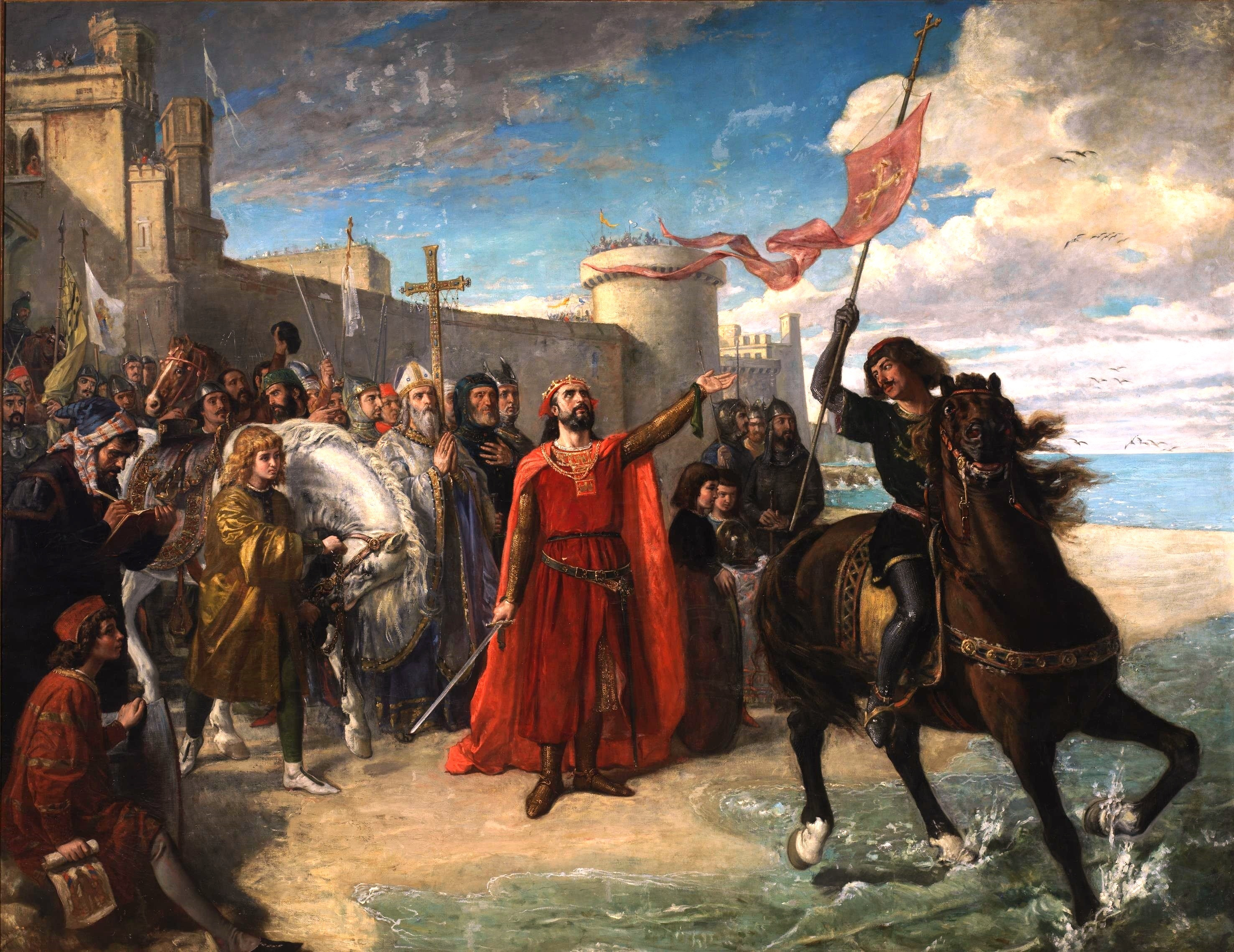
Alfonso X el Sabio tomando posesión del mar después de la conquista de Cádiz del 1866 (Alfonso X di Castiglia, detto il Saggio prende possesso del mare dopo la conquista di Cadice), opera di Matías Moreno González (1866), proprietà del Museo del Prado, conservato presso il Senato di Spagna

### Fonti primarie
- (LA)  Monumenta Germaniae Historica, Scriptores, tomus XVII.
- (LA)  Monumenta Germaniae Historica, Scriptores, tomus XXIII.
- (LA)  (ES)  #ES España sagrada, Volume 23.
- (LA)  #ES España sagrada, Volume 2.
- (LA)  Recueil des historiens des Gaules et de la France. Tome 12.
- (LA)  #ES DOCUMENTOS DE LA Iglesia Colegial de Santa María la Mayor (hoy Metropolitana) DE VALLADOLID, Siglo XIII.
- (LA)  Matthaei Parisiensis, monachi Sancti Albani, Chronica Majora, Volume 5
- (LA)  Nicetae Choniatae Historia, Imperiii Isaacii Angeli
- (LA) Monumenta Aquensia
- (ES)  Crónica de San Juan de la Peña.
- (PT)  Os Livro de Linhagens, I, Livro Velho, Portugaliæ Monumenta Historica, Scriptores.
- (PT)  Nobiliario del Conde de Barcelos Don Pedro, Hijo del Rey Don Dionisio, Reyes de Portugal.
- (ES)  Crónicas de los reyes de Castilla: Crónica del rey don Alfonso Décimo.
- (ES)  #ES Memorial Histórico Español.
- (ES)  Historia de las antiguedades de la Ciudad de Salamanca

### Letteratura storiografica
- Rafael Altamira, "La Spagna (1031-1248)", in Storia del mondo medievale, vol. V, 1999, pp. 865–896
- Austin Lane Poole, "L'interregno in Germania", in Storia del mondo medievale, vol. V, 1999, pp. 128–152
- Luca Demontis, Alfonso X e l'Italia: rapporti politici e linguaggi del potere, Alessandria 2012
- C. W. Previté, "L'Italia nella seconda metà del XIII secolo", in Storia del mondo medievale, vol. V, 1999, pp. 198–244
- Harold Dexter Hazeltine, "Il diritto romano e il diritto canonico nel medioevo", in Storia del mondo medievale, vol. V, 1999, pp. 295–369
- Hastings Rashdall, "Le università medievali", in Storia del mondo medievale, vol. V, 1999, pp. 657–704
- Charles Petit-Dutaillis, "Luigi IX il Santo", in Storia del mondo medievale, vol. V, 1999, pp. 829–864
- E. F. Jacob, "Inghilterra: Enrico III", in Storia del mondo medievale, vol. VI, 1999, pp. 198–234
- Edward Armstrong, "L'Italia al tempo di Dante", in Storia del mondo medievale, vol. VI, 1999, pp. 235–296
- P.J. Blok, "Germania, 1273-1315", in Storia del mondo medievale, vol. VI, 1999, pp. 332–371
- Hilda Johnstone, "Francia: gli ultimi capetingi", in Storia del mondo medievale, vol. VI, 1999, pp. 569–607
- Hilda Johnstone, "Inghilterra: Edoardo I e Edoardo II", in Storia del mondo medievale, vol. VI, 1999, pp. 673–717
- Cecil Roth, "Gli ebrei nel medioevo", in Storia del mondo medievale, vol. VI, 1999, pp. 848–883
- Eileen E. Power, "Le condizioni di vita nelle campagne", in Storia del mondo medievale, vol. VI, 1999, pp. 939–979
- Paul Fournier, "Il regno di Borgogna o d'Arles dall'XI al XV secolo", in Storia del mondo medievale, vol. VII, 1999, pp. 383–410
- Edgar Prestage, "Il Portogallo nel medioevo", in Storia del mondo medievale, vol. VII, 1999, pp. 576–610
- Lynn Thorndike, "Magia, stregoneria, astrologia e alchimia", in Storia del mondo medievale, vol. VII, 1999, pp. 811–844